# 達明機器人
達明機器人（Techman Robot Inc.）是台灣的協作機器人公司，是在廣達集團旗下的公司，創立於2015年，是由廣明光電內部的事業部獨立成為公司。其產品包括有內建智慧視覺的協作型機器人TM Robot。公司曾獲得台北國際電腦展創新設計獎的金質獎，也是第一批獲得台灣機器人標章認證的廠商。總部位於台灣，在中國上海設立分公司，中國深圳、中國重慶、韓國釜山、荷蘭阿爾布拉瑟丹設立辦事處，並於美洲、歐洲、中國、日本、南韓及東南亞等地區擁有經銷商。

## 公司歷史
達明機器人最初是廣明光電（TWSE 6188）公司內部的一個事業部，於2015年獨立成為子公司。2012年由時任廣明光電總經理何世池帶領下，以公司內部創業的模式，成立機器人實驗室，在2014研發出內建智慧視覺系統的協作式機器人TM5，並於2015日本東京iREX展覽首次發表。2016年底正式對外出貨第一台協作型機器人TM5後2018年成為全球第二大協作機器人品牌。2018年5月11日，達明機器人與自動化產品大廠歐姆龍（OMRON）在京都共同簽屬合作備忘錄，雙方在全球市場共同推廣協作型機器人到各產業中。2019年底發表TM AI+人工智能檢測系統，將手臂能力由取放料延伸至產品外觀檢測，協助貨料移載、移動上下料等任務，已被廣泛應用於半導體、物流等產業。

## 主要產品
1. TM Robot Series：不同負載能力與臂長的機械手臂，以符合各產業的差異化應用，全系列包含TM5-700 / TM5-900、TM12 / TM14、TM5X / TM12X / TM14X、TM5M / TM12M / TM14M[9]。
2. TM Operator Series：供使用者自行客製化生產作業單元或工作站的軟體開發工具。[10]
3. TM Smart Factory Series：工廠管理軟體，包含設備管理監控、數據圖像化分析、產線佈局與管理等功能。[11]

## 應用產業

### 製造業
包含生產汽車、電子產品、半導體晶片、機械加工、家電，甚至是家具、玩具及服飾等，皆可受益於高精度與高彈性的協作型手臂。處理金屬、塑膠及電子產品等傳統製造商也可透過協作型手臂精簡生產線和周邊工件配件。

### 餐飲業
協作機器人也被應用於餐飲產業，烘焙師、廚師和主廚可以和機器手臂協作。

### 倉儲業
協作機器人能補足搬運作業員人力不足的缺口，搭配自動導引車AGV或自主移動机器人（Autonomous Mobile Robot）使用，可協助物流配送。

### 娛樂業
可用於乘載人類難以操作的重型攝影機，也適合用在過於狹窄難以使用懸臂的拍攝空間，讓攝影機藉由各種角度和複雜動作高速捕捉畫面。另外，也能運用在一般攝影棚做高速攝影或AR等應用。

### 教育業
可以幫助研究領域的學生，快速學習機器人科學及程式設計。達明機器人具備手拉教導編程，可經由實際拉動或遠端遙控導引手臂，同時儲存手臂的座標資訊，利用座標資訊執行、重現一系列的動作。

## 重要里程碑
2012～2013年
- 廣明內部成立Robot實驗室
- 廣明第一台 SCARA Robot、雙臂 SCARA

2014年
- Robot 事業處成立

2015年
- 第一支協作機器人TM5誕生
- TM5首次於2015東京iREX展發表
- 達明電子股份有限公司成立

2016年
- TM5手臂正式對外銷售
- 參加台灣TAIROS展
- 參加上海工業博覽會CIIF
- 更名為達明機器人股份有限公司

2017年
- 參加漢諾威工業博覽會Hannover Messe拓展歐洲市場
- TM5獲選經典設計獎[12]

2018年
- 協作機器人市占率全球第二、參加美國IMTS大展，進入美洲市場[13]
- TM5榮獲2018紅點Red Dot設計獎[14]
- iF設計獎[15]
- 2018台灣精品獎[16]
- 高負載協作機器人TM12、TM14[17]
- 智慧工廠管理軟體TM manager產品正式發表
- Omron與達明機器人簽屬合作備忘錄

2019年
- TM堆棧機器人（Palletizing Operator）產品正式發表
- 成立達明機器人（上海）分公司

2020年
- TM AI+產品正式發表
- 成立韓國和荷蘭辦公室
- TM12榮獲2020台灣精品獎[18]

## 得獎紀錄
| 獎項名稱                               | 得獎年份 | 得獎名稱/產品 |
| -------------------------------------- | -------- | ------------- |
| Taiwan Excellence 台灣精品獎           | 2020     | TM12          |
| Red Dot 紅點設計獎                     | 2018     | TM5           |
| iF 產品設計獎                          | 2018     | TM5           |
| Golden Pin 金點設計獎                  | 2017     | TM5           |
| COMPUTEX d&i 台北國際 電腦展創新設計獎 | 2017     | TM5           |

## 國際認證與產品專利
達明機器人已經在台灣、美國及中國榮獲多項專利。其中機器人產品獲得機器人標章（TARS）、ISO10218-1 及 ISO/TS15066 認證；工廠則符合 ISO9001、ISO14001 等國際認證。

## 外部連結
- 官方網站 （页面存档备份，存于）
- 英文官網 （页面存档备份，存于）
- 達明機器人歷史 （页面存档备份，存于）
- 廣達電腦 （页面存档备份，存于）